# Edson Pinheiro
Edson Cavalcante Pinheiro (Cruzeiro do Sul, 3 de junho de 1979) é um atleta paralímpico brasileiro. Conquistou a medalha de bronze nos Jogos Paralímpicos de Verão de 2016 no Rio de Janeiro, representando seu país na categoria 100 metros masculino T38. Além disso conquistou sete medalhas em quadro edições dos jogos Parapan-Americanos e quatro medalhas em campeonatos mundiais.